# Angelo Conti (Bildhauer)
Angelo Conti (* 1812 in Ferrara; † 30. September 1876 ebendort) war ein italienischer Bildhauer und Paläontologe.

## Leben

### Ausbildung
Der Sohn des Dichters und Gelehrten Filippo erhielt seine Ausbildung an der Accademia di Belle Arti di Bologna bei Giacomo De Maria. Nach seiner Übersiedlung nach Rom im Jahr 1827 besuchte er zunächst die Schulen von Campidoglio und dann die Accademia di San Luca, wo er in den Jahren 1827, 1828, 1829 und 1830 mit Preisen ausgezeichnet wurde; außerdem nahm er an den Kursen von Bertel Thorvaldsen und Minardi (1828–1831) teil. Anfang 1831 kehrte er nach Ferrara zurück, um dem Magistrat eine Büste von Ludovico Ariosto zu schenken, reiste aber im April wieder nach Rom. 1835 kehrt er nach Ferrara zurück, um dem Gonfaloniere zwei Gipsbüsten von Benvenuto Tisi Garofalo zu schenken, dem er nach seiner Rückkehr nach Rom auch ein Basrelief widmete. 1840 entwarf er die Denkmäler für Battista Guarini und Vincenzo Navarra. 1852 arbeitete er im Atelier von Camillo Torregiani in Ferrara und begann seine Tätigkeit als Paläontologe in Rom. 1853 kehrte er nach Rom zurück und erhielt den Auftrag die Büste von Giovanni dalle Bande Nere in Lorenzo de’ Medici umzuwandeln und die von Stesichoros (1860) zu schaffen, beide für die Stiegen auf den Pincio, für die er fünf Büsten restaurierte, die von einem Vandalen beschädigt worden waren, der ihnen die Nasen abgeschlagen hatte. Sein Atelier befand sich in der Via Sistina 75C.

### Rückkehr nach Ferrara
Im Frühjahr 1869 kehrte er endgültig in seine Heimat zurück, wo er vorübergehend im Atelier von Gaetano Davia unterkam. Da er in finanziellen Schwierigkeiten steckte, bat er um Unterstützung für seine große Familie und schlug den Stadträten von Ferrara vor, seine Werke Parides auf der Jagd nach Achilles und die Allegorie der Nacht anzukaufen, die zu einer Gruppe von fünf Werken gehörten, die der Künstler aus Rom gebracht hatte. Nach dem Kauf schenkte Conti der Gemeinde seine Sammlung pliozäner Fossilien vom Monte Mario, die er 1871 vervollständigte. Im folgenden Jahr schickte die Gemeinde einen Teil der Sammlung an das Mineralogische Kabinett in Wien im Tausch gegen andere Objekte, und Giovanni Pividor entschied sich für den Kauf der Nacht, da Parides zu teuer und Sappho nicht verfügbar war. Die Allegorie wurde im September 1869 geliefert und kurz darauf von Giovanni Fei, dem Konservator der Städtischen Kunstgalerie, aufgestellt und von Pividor zum I. Kunstkongress nach Parma geschickt. Eine Marmorfigur des Künstlers, ein Bogenschütze aus dem Jahr 1864, ist kürzlich auf dem Antiquitätenmarkt in Verona aufgetaucht.

### Unterricht
Von November 1869 bis zu seinem Tod lehrte er Bildhauerei am Civico Ateneo (sein Nachfolger wurde Luigi Legnani, nachdem Luigi Bolognesi nach Rom gegangen war). Ende Oktober desselben Jahres bedankte sich der Bürgermeister Trotti bei Conti und teilte ihm mit, dass er zum Professor für Bildhauerei ernannt worden sei; im folgenden Monat schickte er ihm und seinen Kollegen ein Schreiben mit den Regeln für die Zulassung zum Studium. Im selben Monat wurde vorgeschlagen, einige Räume im Palazzo dei Diamanti, dem Sitz der Schule, mit Modellen von Giuseppe Ferrari, dem Vorgänger Contis, auszustatten. Später (am 26. März 1870) nahm Conti als Mitglied der Kommission der Schönen Künste (während er an der Nationalausstellung in Parma zu sehen ist) an den Diskussionen über die neue Organisation teil, die sowohl für die von ihm geleitete Schule als auch für die Fächer Ornament, Elemente der Architektur, Perspektive, Figur, Akt, Anatomie, Ölmalerei und Komposition gelten sollte. Die Änderungen wurden im April genehmigt und in der Broschüre der Tipografia dell’Eridano veröffentlicht.
Am 11. Oktober 1870 bat Conti Trotti um eine Gehaltserhöhung (damals 100 Lire, 75 laut Vertrag und 25 von Gönnern gespendet), die von den Ratsmitgliedern wegen Geldmangels abgelehnt wurde (Beschluss vom 7. Februar 1871). Am darauffolgenden Tag, nach dem Tod des Anatomieprofessors Massimiliano Lodi, wurde die Schulordnung des Vorjahres geändert und Conti auch der Aktunterricht übertragen, eine Disziplin, die der Professor als grundlegend für das Erlernen der Bildhauerei erachtete. Conti schrieb daraufhin einen Bericht, in dem er die Fortschritte seiner Schüler auflistete: Olinto Martinelli, Luigi Legnani, Luigi Bolognesi, Amilcare Baarlam, Pietro Boldini, Antonio Giereme und Ernesto Maldarelli. Trotz der guten Leistungen und des guten Benehmens der Schüler wurden dem Professor verschiedene schlechte Angewohnheiten vorgeworfen (er schloss sich in seinem Atelier ein, ohne den Schülern während des Unterrichts beiseite zu stehen, kochte Essen in den Unterrichtsräumen, beschädigte Wände, Werkzeuge und Werke), so dass er vom Bürgermeister verwarnt wurde. Nachdem er vor kurzem das Poletti-Denkmal fertiggestellt hatte und sich angesichts der akademischen Erfolge seiner Schüler für einen tadellosen Lehrer hielt, bat Conti den Beauftragten des Bürgermeisters um eine offizielle Bescheinigung seiner akademischen und beruflichen Qualitäten, die er am 10. November erhielt. Die Unstimmigkeiten mit der Kommission der Schönen Künste traten zu Beginn des Jahres 1873 zutage, als der Professor im Februar (zum zweiten Mal) zurücktrat, nachdem die Stadtverwaltung Conti verboten hatte, eine missbräuchliche Kommunikation zwischen der Schule und der Straße zu verwenden, um die von Vandalen verursachten Schäden in den Räumen, in denen sich die Meisterwerke der Schule befanden, einzudämmen. Der Präsident Gerolamo Scutellari stimmte der Kündigung zu, schloss die Schule jedoch nicht, um die acht Schüler nicht zu benachteiligen, die Zahl der Bildhauer, die mit Arbeiten für die Certosa beauftragt wurden, nicht zu verringern und die Nutzung der Schule aufgrund der testamentarischen Verfügung des verstorbenen Bildhauers Vidoni nicht zu unterbrechen. Im März 1873 wurde Ambrogio Zuffi, ein ehemaliger Schüler von Giuseppe Ferrari, zum Stellvertreter bis zum Ende des akademischen Jahres ernannt, nachdem im Herbst des Vorjahres eine neue Schulordnung (gedruckt bei Taddei Typographie) herausgegeben worden war. Im April teilte Conti Scutellari seinen Wunsch mit, die Professur zumindest bis Juni zu übernehmen. Dieser informierte den Bürgermeister und forderte ihn auf, Conti so schnell wie möglich zu entlassen und durch den Gewinner des nächsten Wettbewerbs zu ersetzen. Nachdem er dem Bildhauer mitgeteilt hatte, dass er nach dem Ende des akademischen Jahres nicht mehr angestellt sein würde, antwortete Conti Anfang Juni, dass er, nachdem er den Auftrag für die Ausführung eines neuen Denkmals erhalten habe, seine Lehrtätigkeit nicht mehr aufgeben müsse, um sich anderweitig nach einer lukrativeren Anstellung umzusehen, und dass er daher seine Professur nicht aufgeben werde, wobei er gleichzeitig weitere Wünsche äußerte, die dem Unterricht an der Schule förderlich seien. Daraufhin wurde er erneut wegen seiner ständigen Beschwerden beim Stadtrat und wegen seines unangemessenen Verhaltens, das auch im folgenden Sommer angezeigt wurde, erneut verwarnt. Dazu gehörten weitere Verstöße gegen die Vorschriften und Beleidigungen gegen seinen Kollegen Giordani, die im Oktober 1873 Gegenstand einer Beschwerde beim Bürgermeister waren.
Im November des folgenden Jahres stand Conti erneut im Mittelpunkt einer Kontroverse, weil er den Schüler Legnani, der zusammen mit Maldarelli, dem Neapolitaner Vincenzo Certo (dem späteren Schwiegersohn von Gaetano Davia), Giulia Davia (der späteren Ehefrau Certos), Fei, Bolognesi und Giulias Bruder Emanuele die Probleme der Schule durchgestanden hatte, zu streng getadelt hatte. 1875 kam es zu erneuten Auseinandersetzungen zwischen dem Professor und der Gemeinde wegen der von ihm als ungerecht empfundenen finanziellen Zuwendungen und der Lehrtätigkeit von Giovanni Pagliarini, der inzwischen zum Professor an der Malschule ernannt worden war; im September forderte die Kunstkommission die Gemeinde auf, den Bildhauer in den Ruhestand zu versetzen, eine Forderung, die auch von den wenigen Schülern unterstützt wurde, die noch an seinen Kursen teilnahmen und von Conti ignoriert worden waren. Sein schlechter Charakter und sein negatives Verhalten veranlassten die Gemeinde, dringende Maßnahmen gegen den Niedergang der von ihm geleiteten Abteilung zu ergreifen.
Am 26. September 1876 wandte sich seine Frau Angela Silvani an den Bürgermeister mit der Bitte, die monatlichen Kosten von 60 Lire für seinen Krankenhausaufenthalt im Arcispedale Sant’Anna vom Gehalt ihres Mannes abzuziehen; am darauffolgenden 30. September starb der Bildhauer in absoluter Armut. Bei seiner Beerdigung am 2. Oktober in der Kirche San Cristoforo, an der Bildhauerkollegen, Freunde und Schüler teilnahmen, würdigten ihn zwei von ihnen in einer kurzen, aber bewegenden Rede. Am 9. August 1878 wurden seine sterblichen Überreste vom Friedhof auf einen freien Platz zwischen den Kolumbarien Casazza und Bonaccioli, ebenfalls in der Certosa, umgebettet.

## Andere Ausstellungen
Neben der Teilnahme an mehreren Ausstellungen stellte Tisi 1857 in Rom auf der Jahresausstellung der Società degli amatori e cultori delle belle arti die Verschleierte Frau im Harem aus.

## Der Stil
Conti kann zu den Bildhauern gezählt werden, die bis weit nach der Mitte des 19. Jahrhunderts kleine und mittelgroße Werke schufen (in Contis Fall Die Nacht, ein Werk von hoher Qualität, obwohl er ursprünglich keinen konkreten Auftrag dazu hatte und daher für den Markt bestimmt war), die eher für den internationalen Handel als für Denkmäler und Grabmäler bestimmt waren. Dieses Werk mit seiner kompositorischen Anordnung und der geschliffenen Schönheit des Gesichts ohne jeden naturalistischen Sinn verweist auf den Einfluss Thorvaldsens auf Conti, der sich gern als sein Schüler bezeichnete, obwohl Ferrari in seinem Brief an Tenerani seine Ausbildung eher Francesco Massimiliano Laboureur (1767–1831) und Adamo Tadolini zuschrieb. Die Bewunderung des Dänen bestimmt auch die Wahl des Sujets, das an die bewunderten und oft wiederholten Schwalben von Der Tag und Die Nacht erinnert, obwohl er die ungewöhnliche Fledermaus wählte, die vielleicht romantischer ist als die übliche Eule. Zweifellos war sich der Künstler seiner künstlerischen Qualität bewusst, wie die virtuose Darstellung des sehr leichten Schleiers beweist, die an berühmte Werke wie Der verschleierte Christus und Die Demut, beide in der Cappella Sansevero, erinnert.

## Wissenschaftliche Interessen
Während seiner Zeit in Rom interessierte sich Conti neben seiner Arbeit als Bildhauer sehr für die Naturwissenschaften und insbesondere für die Fossilien des Monte Mario, obwohl er keine spezifische Ausbildung besaß. Im Jahre 1864 hatte er bereits eine Sammlung von etwa 20.000 Stücken zusammengetragen. Unter der Leitung des Zoologen Temistocle Metaxà führte er ab 1852 Forschungsarbeiten auf dem Monte Mario durch. Da er sowohl die Bibliothek von Metaxà als auch die anderer Sammler (u. a. die der Brüder Rigacci, römische Kaufleute) besuchte, entwickelte er sich im Laufe der Zeit vom Sammler zum Experten für die Fauna des Monte Mario und veröffentlichte ab 1864 mehrere Publikationen, in denen er mehrere neue Arten beschrieb, während er in der Veröffentlichung von 1866 über das Vorkommen von Pteropoden in den Mergeln des Berges berichtete. Er war Mitglied mehrerer wissenschaftlicher Akademien und im Grunde der einzige naturwissenschaftliche Sammler des 19. Jahrhunderts für das Naturhistorische Museum. Später wurde die Sammlung Conti durch den Austausch mit anderen Instituten zersplittert. Die Conti-Sammlung, die später teilweise rekonstruiert wurde, ist nach wie vor eine der wichtigsten historischen Sammlungen des Museums von Ferrara.
Im Jahr 2015 wurde sie auf vier Hauptbereiche aufgeteilt:
- Museo Civico di Storia Naturale, ca. 10.500 Funde, wobei die ungefähre Zahl auf das Vorhandensein einer Mikrofauna zurückzuführen ist, die Conti als erster erforscht hat, wie von G. Terrigi (Fauna Vaticana e foraminiferi delle sabbie gialle nel plioceno subappennino superiore, Atti dell'Accademia Pontificia de’ Nuovi Lincei, 33, 1880) anerkannt wurde.
- Museo di Paleontologia dell'Università La Sapienza di Roma
- Museo di Storia Naturale dell'Università di Firenze, erworben 1867, ca. 200 Exponate
- Naturhistorisches Museum Wien, 404 Arten, unbestimmte Anzahl von Funden, vermutlich vergleichbar mit den 3.374 aus dem Miozän des Wiener Beckens, die das Wiener Mineralogische Kabinett im Tausch gegen einen Teil der Conti-Sammlung schickte.

Obwohl Conti erklärte, er habe seine Funde nie verkauft, wurden später Dokumente gefunden, die sowohl Käufe als auch Verkäufe zusätzlich zu den geschenkten Funden, sowie die Verschlechterung der Beziehungen zwischen dem Bildhauer und dem damaligen Direktor des Museums von Ferrara, Galdino Gardini (1822–1907) belegen.
Serafino Cerulli-Irelli zollte dem Ferrareser in seinem Werk Fauna malacologica mariana (1907–1916) große Anerkennung.

### Publikationen
- Il Monte Mario ed i suoi fossili subappennini, 1864, Tipografia Cesaretti, Rom, 57 Seiten.
- Il Monte Mario ed i suoi fossili subappennini, 1871, Tipografia Bresciani, Ferrara, erweiterte Auflage, 64 Seiten.
- Scoperta di nuovi pteropodi fossili nella base marnosa del Monte Mario, Bollettino Universale della Corrispondenza Scientifica di Roma per l’avanzamento delle scienze, 1866.

Die Ausgabe von 1871 wurde von Galdini unter dem Titel „Catalogo Generale del Museo di Storia Naturale della Libera Università di Ferrara, Sezione di Paleontologia“ kurz nach der Veröffentlichung der zweiten Auflage von Conti herausgegeben, wobei ein Auszug aus dieser Ausgabe und die gleiche Druckmatrix verwendet wurden.

## Werke
Zusätzlich zu den bereits genannten:
- Allegorie der Nacht (auch nur Die Nacht genannt), 1861, Marmor,[6][15] Galleria d'Arte Moderna di Palazzo Massari wo auch einige seiner ebenfalls aus Marmor gefertigten Büsten befinden.[3]
- Büste von S. M. Vittorio Emanuele, Carrara-Marmor[1][15]
- Büste von General Giuseppe Garibaldi[1][15]
- Büste von Ludovico Ariosto, aufgestellt 1875, Ferrara, Liceo Ariosto[6][16]
- Büste von Pietro Recchi[8]
- Büste des Anwalts Lorenzo Leati[17]
- Medaillon von Teodoro Bonati[8]
- Medaillon von Garofalo[8]
- Sappho-Kopf[8]

In der Certosa schuf er Grabdenkmäler, darunter das Benvenuto Tisi da Garofalo gewidmete (1838 im Famedio):
- Flachrelief im Famedio der Certosa
- Basreliefs im Pantheon zu Ehren von Antonio Campana, 1832, Garofalo und Lionello Poletti, 1869/1872.[1][1][8]
- Pasettii-Grabmal, 1869/70[1]
- Gambarii-Grabmal, 1869/70[1]
- Guerrai-Grabmal, 1871[1]
- Lünetten mit biblischen Episoden, Cappella Gulinelli[1][8]
- Emma Mosti Giglioli und eine Madonna, Cella Mosti[1][8]
- Zatti-Denkmal[8]
- Sepolcro Santini, mit Camillo Torregiani, 1850[1][8]